# Llista de participants al Tour de França de 2015
El Tour de França de 2015, 102 edició del Tour de França, serà disputat per 198 corredors repartits entre 22 equips. La cursa es disputarà entre el 4 i el 26 de juliol, amb inici a Utrecht, als Països Baixos, i final a l'Avinguda dels Camps Elisis de París.

## Llista de participants
- Llista de sortida completa

| Llegenda                 | Llegenda | Llegenda              | Llegenda                                                                                         |
| ------------------------ | --- | --------------------- | ------------------------------------------------------------------------------------------------ |
| #                        | Dorsal de sortida que du el ciclista al Tour                                                                | Pos.                  | Posició final a la classificació general                                                         |
| Mallot groc              | Vencedor de la classificació general                                                                        | Mallot de la muntanya | Vencedor de la classificació de la muntanya                                                      |
| Mallot verd              | Vencedor de la classificació per punts                                                                      | Mallot blanc          | Vencedor de la classificació dels joves                                                          |
| classificació per equips | Vencedor de la classificació per equips                                                                     | Combativitat          | Vencedor de la combativitat                                                                      |
| NP                       | Indica un ciclista que no ha pres la sortida en una etapa, seguit del número de l'etapa en què s'ha retirat | AB                    | Indica un ciclista que no ha finalitzat una etapa, seguit del número d'etapa en què s'ha retirat |
| HD                       | Indica un ciclista que ha finalitzat una etapa fora de control, seguit del número d'etapa                   | EX                    | Corredor exclòs per no respectar el reglament                                                    |
| Campió d'Itàlia          | Indica un mallot de campió nacional o mundial, així com l'especialitat                                      | *                     | Indica un corredor que lluita pel mallot blanc                                                   |

| Astana Qazaqstan Team AST                                | Astana Qazaqstan Team AST    | Astana Qazaqstan Team AST | Astana Qazaqstan Team AST |
| -------------------------------------------------------- | ---------------------------- | ------------------------- | ------------------------- |
| Núm.                                                     | Ciclista                     | Edat                      | Pos.                      |
| 1                                                        | Vincenzo Nibali (ITA) (ruta) | 30                        | 4                         |
| 2                                                        | Lars Boom (NED)              | 29                        | NP-10                     |
| 3                                                        | Jakob Fuglsang (DEN)         | 30                        | 23                        |
| 4                                                        | Andriy Grivko (UKR)          | 31                        | 64                        |
| 5                                                        | Dmitriy Gruzdev (KAZ)        | 29                        | 121                       |
| 6                                                        | Tanel Kangert (EST)          | 28                        | 22                        |
| 7                                                        | Michele Scarponi (ITA)       | 35                        | 41                        |
| 8                                                        | Rein Taaramae (EST)          | 28                        | AB-11                     |
| 9                                                        | Lieuwe Westra (NED)          | 32                        | 77                        |
| Directors esportius: Giuseppe Martinelli, Dmitri Fofonov |                              |                           |                           |

| AG2R La Mondiale ALM                               | AG2R La Mondiale ALM         | AG2R La Mondiale ALM | AG2R La Mondiale ALM |
| -------------------------------------------------- | ---------------------------- | -------------------- | -------------------- |
| Núm.                                               | Ciclista                     | Edat                 | Pos.                 |
| 11                                                 | Jean-Christophe Peraud (FRA) | 38                   | 61                   |
| 12                                                 | Romain Bardet (FRA)          | 29                   | 9                    |
| 13                                                 | Jan Bakelants (BEL)          | 24*                  | 20                   |
| 14                                                 | Mikael Cherel (FRA)          | 29                   | 18                   |
| 15                                                 | Ben Gastauer (LUX)           | 27                   | AB-11                |
| 16                                                 | Damien Gaudin (FRA)          | 28                   | 146                  |
| 17                                                 | Christophe Riblon (FRA)      | 34                   | 68                   |
| 18                                                 | Johan Vansummeren (BEL)      | 34                   | AB-11                |
| 19                                                 | Alexis Vuillermoz (FRA)      | 27                   | 26                   |
| Directors esportius: Vincent Lavenu, Julien Jurdie |                              |                      |                      |

| FDJ                                               | FDJ                      | FDJ  | FDJ   |
| ------------------------------------------------- | ------------------------ | ---- | ----- |
| Núm.                                              | Ciclista                 | Edat | Pos.  |
| 21                                                | Thibaut Pinot (FRA)      | 25*  | 16    |
| 22                                                | William Bonnet (FRA)     | 33   | NS-3  |
| 23                                                | Sebastien Chavanel (FRA) | 34   | 160   |
| 24                                                | Arnaud Demare (FRA)      | 23*  | 138   |
| 25                                                | Alexandre Geniez (FRA)   | 27   | 112   |
| 26                                                | Matthieu Ladagnous (FRA) | 30   | 71    |
| 27                                                | Steve Morabito (SUI)     | 32   | AB-14 |
| 28                                                | Jeremy Roy (FRA)         | 32   | 105   |
| 29                                                | Benoit Vaugrenard (FRA)  | 33   | 113   |
| Directors esportius: Yvon Madiot, Thierry Bricaud |                          |      |       |

| Team Sky SKY                                        | Team Sky SKY                | Team Sky SKY | Team Sky SKY |
| --------------------------------------------------- | --------------------------- | ------------ | ------------ |
| Núm.                                                | Ciclista                    | Edat         | Pos.         |
| 31                                                  | Chris Froome (GBR)          | 30           | 1            |
| 32                                                  | Peter Kennaugh (GBR) (ruta) | 26           | AB-16        |
| 33                                                  | Leopold König (CZE)         | 27           | 70           |
| 34                                                  | Wouter Poels (NED)          | 27           | 44           |
| 35                                                  | Richie Porte (AUS) (CRI)    | 30           | 38           |
| 36                                                  | Nicolas Roche (IRL)         | 31           | 35           |
| 37                                                  | Luke Rowe (GBR)             | 25*          | 136          |
| 38                                                  | Ian Stannard (GBR)          | 28           | 128          |
| 39                                                  | Geraint Thomas (GBR)        | 29           | 15           |
| Directors esportius: Servais Knaven, Nicolas Portal |                             |              |              |

| Team Tinkoff-Saxo TCS                            | Team Tinkoff-Saxo TCS        | Team Tinkoff-Saxo TCS | Team Tinkoff-Saxo TCS |
| ------------------------------------------------ | ---------------------------- | --------------------- | --------------------- |
| Núm.                                             | Ciclista                     | Edat                  | Pos.                  |
| 41                                               | Alberto Contador (ESP)       | 32                    | 5                     |
| 42                                               | Ivan Basso (ITA)             | 30                    | NS-10                 |
| 43                                               | Daniele Bennati (ITA)        | 34                    | AB-11                 |
| 44                                               | Roman Kreuziger (CZE)        | 29                    | 17                    |
| 45                                               | Rafał Majka (POL)            | 25                    | 28                    |
| 46                                               | Michael Rogers (AUS)         | 35                    | 36                    |
| 47                                               | Peter Sagan (SVK) (ruta/CRI) | 25*                   | 46                    |
| 48                                               | Matteo Tosatto (ITA)         | 41                    | 132                   |
| 49                                               | Michael Valgren (DEN)        | 23*                   | AB-19                 |
| Directors esportius: Steven de Jongh, Sean Yates |                              |                       |                       |

| Movistar Team MOV                                          | Movistar Team MOV                | Movistar Team MOV | Movistar Team MOV |
| ---------------------------------------------------------- | -------------------------------- | ----------------- | ----------------- |
| Núm.                                                       | Ciclista                         | Edat              | Pos.              |
| 51                                                         | Nairo Quintana (COL)             | 25*               | 2                 |
| 52                                                         | Winner Anacona (COL)             | 26                | 57                |
| 53                                                         | Jonathan Castroviejo (ESP) (CRI) | 28                | 24                |
| 54                                                         | Alex Dowsett (GBR) (CRI)         | 26                | AB-12             |
| 55                                                         | Imanol Erviti (ESP)              | 31                | 115               |
| 56                                                         | José Herrada (ESP)               | 29                | 65                |
| 57                                                         | Gorka Izagirre (ESP)             | 27                | 32                |
| 58                                                         | Adriano Malori (ITA)             | 27                | 107               |
| 59                                                         | Alejandro Valverde (ESP) (ruta)  | 35                | 3                 |
| Directors esportius José Luis Arrieta, José Luis Jaimerena |                                  |                   |                   |

| BMC Racing Team BMC                              | BMC Racing Team BMC      | BMC Racing Team BMC | BMC Racing Team BMC |
| ------------------------------------------------ | ------------------------ | ------------------- | ------------------- |
| Núm.                                             | Ciclista                 | Edat                | Pos.                |
| 61                                               | Tejay van Garderen (USA) | 26                  | AB-17               |
| 62                                               | Damiano Caruso (ITA)     | 37                  | 53                  |
| 63                                               | Rohan Dennis (AUS)       | 25*                 | 101                 |
| 64                                               | Daniel Oss (ITA)         | 28                  | 97                  |
| 65                                               | Manuel Quinziato (ITA)   | 35                  | 120                 |
| 66                                               | Samuel Sánchez (ESP)     | 37                  | 12                  |
| 67                                               | Michael Schär (SUI)      | 28                  | 56                  |
| 68                                               | Greg Van Avermaet (BEL)  | 30                  | NS-16               |
| 69                                               | Danilo Wyss (SUI) (ruta) | 29                  | 63                  |
| Directors esportius: Valerio Piva, Yvon Ledanois |                          |                     |                     |

| Lotto Soudal LTS                                 | Lotto Soudal LTS       | Lotto Soudal LTS | Lotto Soudal LTS |
| ------------------------------------------------ | ---------------------- | ---------------- | ---------------- |
| Núm.                                             | Ciclista               | Edat             | Pos.             |
| 71                                               | Tony Gallopin (FRA)    | 27               | 31               |
| 72                                               | Lars Bak (DEN)         | 35               | 37               |
| 73                                               | Thomas De Gendt (BEL)  | 28               | 67               |
| 74                                               | Jens Debusschere (BEL) | 25               | 145              |
| 75                                               | Andre Greipel (GER)    | 32               | 134              |
| 76                                               | Adam Hansen (AUS)      | 34               | 114              |
| 77                                               | Greg Henderson (NZL)   | 38               | NS-7             |
| 78                                               | Marcel Sieberg (GER)   | 33               | 150              |
| 79                                               | Tim Wellens (BEL)      | 24*              | 129              |
| Directors esportius: Marc Wauters, Herman Frison |                        |                  |                  |

| Team Giant-Alpecin TGA                                | Team Giant-Alpecin TGA     | Team Giant-Alpecin TGA | Team Giant-Alpecin TGA |
| ----------------------------------------------------- | -------------------------- | ---------------------- | ---------------------- |
| Núm.                                                  | Ciclista                   | Edat                   | Pos.                   |
| 81                                                    | John Degenkolb (GER)       | 26                     | 109                    |
| 82                                                    | Warren Barguil (FRA)       | 23*                    | 14                     |
| 83                                                    | Roy Curvers (NED)          | 35                     | 106                    |
| 84                                                    | Koen de Kort (NED)         | 32                     | 73                     |
| 85                                                    | Tom Dumoulin (NED)         | 24*                    | AB-3                   |
| 86                                                    | Simon Geschke (GER)        | 29                     | 38                     |
| 87                                                    | Georg Preidler (AUT) (CRI) | 25*                    | 87                     |
| 88                                                    | Ramon Sinkeldam (NED)      | 26                     | AB-14                  |
| 89                                                    | Albert Timmer (NED)        | 30                     | 139                    |
| Directors esportius: Rudy Kemna, Christian Guiberteau |                            |                        |                        |

| Team Katusha KAT                                   | Team Katusha KAT          | Team Katusha KAT | Team Katusha KAT |
| -------------------------------------------------- | ------------------------- | ---------------- | ---------------- |
| Núm.                                               | Ciclista                  | Edat             | Pos.             |
| 91                                                 | Joaquim Rodríguez (ESP)   | 36               | 29               |
| 92                                                 | Giampaolo Caruso (ITA)    | 34               | 90               |
| 93                                                 | Jacopo Guarnieri (ITA)    | 27               | 149              |
| 94                                                 | Marco Haller (AUT) (ruta) | 24*              | 126              |
| 95                                                 | Dmitri Kozontchuk (RUS)   | 31               | AB-3             |
| 96                                                 | Alexander Kristoff (NOR)  | 28               | 130              |
| 97                                                 | Alberto Losada (ESP)      | 33               | 58               |
| 98                                                 | Tiago Machado (POR)       | 29               | 72               |
| 99                                                 | Luca Paolini (ITA)        | 38               | NS-8             |
| Directors esportius: José Azevedo, Torsten Schmidt |                           |                  |                  |

| Orica-GreenEDGE OGE                               | Orica-GreenEDGE OGE     | Orica-GreenEDGE OGE | Orica-GreenEDGE OGE |
| ------------------------------------------------- | ----------------------- | ------------------- | ------------------- |
| Núm.                                              | Ciclista                | Edat                | Pos.                |
| 101                                               | Simon Gerrans (AUS)     | 35                  | AB-3                |
| 102                                               | Michael Albasini (SUI)  | 34                  | NS-6                |
| 103                                               | Luke Durbridge (AUS)    | 24*                 | 151                 |
| 104                                               | Daryl Impey (RSA) (CRI) | 30                  | NS-4                |
| 105                                               | Michael Matthews (AUS)  | 24*                 | 152                 |
| 106                                               | Svein Tuft (CAN)        | 38                  | 159                 |
| 107                                               | Pieter Weening (NED)    | 34                  | 144                 |
| 108                                               | Adam Yates (GBR)        | 23*                 | 50                  |
| 109                                               | Simon Yates (GBR)       | 23*                 | 89                  |
| Directors esportius: Matthew White, Neil Stephens |                         |                     |                     |

| Etixx-Quick Step EQS                            | Etixx-Quick Step EQS            | Etixx-Quick Step EQS | Etixx-Quick Step EQS |
| ----------------------------------------------- | ------------------------------- | -------------------- | -------------------- |
| Núm.                                            | Ciclista                        | Edat                 | Pos.                 |
| 111                                             | Michal Kwiatkowski (POL) (ruta) | 25*                  | AB-17                |
| 112                                             | Mark Cavendish (GBR)            | 29                   | 142                  |
| 113                                             | Michal Golas (POL)              | 31                   | 95                   |
| 114                                             | Tony Martin (GER) (CRI)         | 30                   | NS-7                 |
| 115                                             | Mark Renshaw (AUS)              | 32                   | AB-18                |
| 116                                             | Zdenek Stybar (CZE)             | 29                   | 103                  |
| 117                                             | Matteo Trentin (ITA)            | 25                   | 117                  |
| 118                                             | Rigoberto Urán (COL) (CRI)      | 28                   | 42                   |
| 119                                             | Julien Vermote (BEL)            | 25                   | 116                  |
| Directors esportius: Brian Holm, Davide Bramati |                                 |                      |                      |

| Team Europcar EUC                                    | Team Europcar EUC      | Team Europcar EUC | Team Europcar EUC |
| ---------------------------------------------------- | ---------------------- | ----------------- | ----------------- |
| Núm.                                                 | Ciclista               | Edat              | Pos.              |
| 121                                                  | Pierre Rolland (FRA)   | 28                | 10                |
| 122                                                  | Bryan Coquard (FRA)    | 23*               | 110               |
| 123                                                  | Cyril Gautier (FRA)    | 27                | 34                |
| 124                                                  | Yohann Gène (FRA)      | 34                | 137               |
| 125                                                  | Bryan Nauleau (FRA)    | 27                | 157               |
| 126                                                  | Perrig Quemeneur (FRA) | 31                | 74                |
| 127                                                  | Romain Sicard (FRA)    | 27                | 33                |
| 128                                                  | Angelo Tulik (FRA)     | 25*               | 91                |
| 129                                                  | Thomas Voeckler (FRA)  | 36                | 45                |
| Directors esportius: Andy Flickinger, Ismaël Mottier |                        |                   |                   |

| Team LottoNL-Jumbo TLJ                             | Team LottoNL-Jumbo TLJ      | Team LottoNL-Jumbo TLJ | Team LottoNL-Jumbo TLJ |
| -------------------------------------------------- | --------------------------- | ---------------------- | ---------------------- |
| Núm.                                               | Ciclista                    | Edat                   | Pos.                   |
| 131                                                | Robert Gesink (NED)         | 29                     | 6                      |
| 132                                                | Wilco Kelderman (NED) (CRI) | 24*                    | 79                     |
| 133                                                | Steven Kruijswijk (NED)     | 28                     | 21                     |
| 134                                                | Tom Leezer (NED)            | 29                     | 153                    |
| 135                                                | Paul Martens (GER)          | 31                     | 80                     |
| 136                                                | Bram Tankink (NED)          | 36                     | 55                     |
| 137                                                | Laurens ten Dam (NED)       | 34                     | 92                     |
| 138                                                | Jos van Emden (NED)         | 30                     | 121                    |
| 139                                                | Sep Vanmarcke (BEL)         | 26                     | 104                    |
| Directors esportius: Nico Verhoeven, Frans Maassen |                             |                        |                        |

| Trek Factory Racing TFR                           | Trek Factory Racing TFR      | Trek Factory Racing TFR | Trek Factory Racing TFR |
| ------------------------------------------------- | ---------------------------- | ----------------------- | ----------------------- |
| Núm.                                              | Ciclista                     | Edat                    | Pos.                    |
| 141                                               | Bauke Mollema (NED)          | 28                      | 7                       |
| 142                                               | Julián Arredondo (COL)       | 26                      | 124                     |
| 143                                               | Fabian Cancellara (SUI)      | 34                      | NS-4                    |
| 144                                               | Stijn Devolder (BEL)         | 35                      | 148                     |
| 145                                               | Laurent Didier (LUX)         | 30                      | NS-17                   |
| 146                                               | Markel Irizar (ESP)          | 35                      | 93                      |
| 147                                               | Bob Jungels (LUX) (ruta/CRI) | 22*                     | 27                      |
| 148                                               | Gregory Rast (SUI)           | 35                      | 102                     |
| 149                                               | Haimar Zubeldia (ESP)        | 38                      | 62                      |
| Directors esportius: Alain Gallopin, Kim Andersen |                              |                         |                         |

| Lampre-Merida LAM                                   | Lampre-Merida LAM           | Lampre-Merida LAM | Lampre-Merida LAM |
| --------------------------------------------------- | --------------------------- | ----------------- | ----------------- |
| Núm.                                                | Ciclista                    | Edat              | Pos.              |
| 151                                                 | Rui Costa (POR) (ruta)      | 28                | AB-11             |
| 152                                                 | Matteo Bono (ITA)           | 31                | 118               |
| 153                                                 | Davide Cimolai (ITA)        | 25                | 155               |
| 154                                                 | Kristijan Durasek (CRO)     | 27                | 76                |
| 155                                                 | Nelson Oliveira (POR) (CRI) | 26                | 47                |
| 156                                                 | Ruben Plaza (ESP)           | 35                | 30                |
| 157                                                 | Filippo Pozzato (ITA)       | 33                | 125               |
| 158                                                 | José Serpa (VEN)            | 36                | 122               |
| 159                                                 | Rafael Valls (ESP)          | 28                | 78                |
| Directors esportius: Philippe Mauduit, Mario Scirea |                             |                   |                   |

| Cannondale-Garmin TCG                                | Cannondale-Garmin TCG            | Cannondale-Garmin TCG | Cannondale-Garmin TCG |
| ---------------------------------------------------- | -------------------------------- | --------------------- | --------------------- |
| Núm.                                                 | Ciclista                         | Edat                  | Pos.                  |
| 161                                                  | Andrew Talansky (USA) (CRI)      | 26                    | 11                    |
| 162                                                  | Jack Bauer (NZL)                 | 30                    | AB-5                  |
| 163                                                  | Nathan Haas (AUS)                | 26                    | AB-17                 |
| 164                                                  | Ryder Hesjedal (CAN)             | 34                    | 40                    |
| 165                                                  | Kristjan Koren (SLO)             | 28                    | 69                    |
| 166                                                  | Sebastian Langeveld (NED)        | 30                    | AB-15                 |
| 167                                                  | Daniel Martin (IRL)              | 28                    | 39                    |
| 168                                                  | Ramunas Navardauskas (LTU) (CRI) | 27                    | 143                   |
| 169                                                  | Dylan Van Baarle (NED)           | 23*                   | 147                   |
| Directors esportius: Charles Wegelius, Robert Hunter |                                  |                       |                       |

| Cofidis COF                                        | Cofidis COF              | Cofidis COF | Cofidis COF |
| -------------------------------------------------- | ------------------------ | ----------- | ----------- |
| Núm.                                               | Ciclista                 | Edat        | Pos.        |
| 171                                                | Nacer Bouhanni (FRA)     | 24*         | AB-5        |
| 172                                                | Nicolas Edet (FRA)       | 27          | 111         |
| 173                                                | Christophe Laporte (FRA) | 22*         | 127         |
| 174                                                | Luis Ángel Maté (ESP)    | 31          | 43          |
| 175                                                | Daniel Navarro (ESP)     | 31          | 66          |
| 176                                                | Florian Sénéchal (FRA)   | 21*         | 135         |
| 177                                                | Julien Simon (FRA)       | 29          | 94          |
| 178                                                | Geoffrey Soupe (FRA)     | 27          | 123         |
| 179                                                | Kenneth Vanbilsen (BEL)  | 25*         | 158         |
| Directors esportius: Didier Rous, Jean-Luc Jonrond |                          |             |             |

| IAM Cycling IAM                                        | IAM Cycling IAM           | IAM Cycling IAM | IAM Cycling IAM |
| ------------------------------------------------------ | ------------------------- | --------------- | --------------- |
| Núm.                                                   | Ciclista                  | Edat            | Pos.            |
| 181                                                    | Mathias Frank (SUI)       | 28              | 8               |
| 182                                                    | Matthias Brändle (AUT)    | 25              | 156             |
| 183                                                    | Sylvain Chavanel (FRA)    | 35              | 54              |
| 184                                                    | Stef Clement (NED)        | 32              | 59              |
| 185                                                    | Jerome Coppel (FRA) (CRI) | 28              | AB-17           |
| 186                                                    | Martin Elmiger (SUI)      | 36              | 100             |
| 187                                                    | Reto Hollenstein (SUI)    | 29              | 75              |
| 188                                                    | Jarlinson Pantano (COL)   | 26              | 19              |
| 189                                                    | Marcel Wyss (SUI)         | 29              | 60              |
| Directors esportius: Eddy Seigneur, Rubens Bertogliati |                           |                 |                 |

| Bora-Argon 18 BOA                                    | Bora-Argon 18 BOA             | Bora-Argon 18 BOA | Bora-Argon 18 BOA |
| ---------------------------------------------------- | ----------------------------- | ----------------- | ----------------- |
| Núm.                                                 | Ciclista                      | Edat              | Pos.              |
| 191                                                  | Dominik Nerz (GER)            | 25                | AB-11             |
| 192                                                  | Jan Barta (CZE) (CRI)         | 30                | 25                |
| 193                                                  | Sam Bennett (IRL)             | 24*               | AB-17             |
| 194                                                  | Emanuel Buchmann (GER) (ruta) | 22*               | 83                |
| 195                                                  | Zakkari Dempster (AUS)        | 27                | AB-12             |
| 196                                                  | Bartosz Huzarski (POL)        | 34                | 108               |
| 197                                                  | José Mendes (POR)             | 30                | 140               |
| 198                                                  | Andreas Schillinger (GER)     | 31                | NS-4              |
| 199                                                  | Paul Voss (GER)               | 29                | 99                |
| Directors esportius: Enrico Poitschke, André Schulze |                               |                   |                   |

| Bretagne-Séché Environnement BSE                        | Bretagne-Séché Environnement BSE | Bretagne-Séché Environnement BSE | Bretagne-Séché Environnement BSE |
| ------------------------------------------------------- | -------------------------------- | -------------------------------- | -------------------------------- |
| Núm.                                                    | Ciclista                         | Edat                             | Pos.                             |
| 201                                                     | Eduardo Sepúlveda (ARG)          | 32                               | EX-14                            |
| 202                                                     | Frédéric Brun (FRA)              | 26                               | 141                              |
| 203                                                     | Anthony Delaplace (FRA)          | 25                               | 85                               |
| 204                                                     | Pierrick Fedrigo (FRA)           | 36                               | 52                               |
| 205                                                     | Brice Feillu (FRA)               | 29                               | 98                               |
| 206                                                     | Armindo Fonseca (FRA)            | 26                               | 119                              |
| 207                                                     | Arnaud Gerard (FRA)              | 30                               | 133                              |
| 208                                                     | Pierre-Luc Périchon (FRA)        | 28                               | 81                               |
| 209                                                     | Florian Vachon (FRA)             | 30                               | 88                               |
| Directors esportius: Emmanuel Hubert, Sébastien Hinault |                                  |                                  |                                  |

| MTN Qhubeka MTN                                          | MTN Qhubeka MTN                         | MTN Qhubeka MTN | MTN Qhubeka MTN |
| -------------------------------------------------------- | --------------------------------------- | --------------- | --------------- |
| Núm.                                                     | Ciclista                                | Edat            | Pos.            |
| 211                                                      | Edvald Boasson Hagen (NOR) (Ruta/CRI)   | 28              | 82              |
| 212                                                      | Steve Cummings (GBR)                    | 34              | 86              |
| 213                                                      | Tyler Farrar (USA)                      | 31              | 154             |
| 214                                                      | Jacques Janse van Rensburg (RSA) (Ruta) | 28              | 51              |
| 215                                                      | Reinardt Janse van Rensburg (RSA)       | 26              | 96              |
| 216                                                      | Merhawi Kudus (ERI)                     | 21*             | 84              |
| 217                                                      | Louis Meintjes (RSA)                    | 23*             | NS-18           |
| 218                                                      | Serge Pauwels (BEL)                     | 31              | 13              |
| 219                                                      | Daniel Teklehaimanot (ERI) (CRI)        | 26              | 49              |
| Directors esportius: Jens Zemke, Jean-Pierre Heynderickx |                                         |                 |                 |